# کارل پائولوس
کارل پائولوس (چکی: Karel Paulus; ۳ ژانویهٔ ۱۹۳۳ – ۳۱ اکتبر ۲۰۰۳) بازیکن والیبال اهل چکسلواکی بود.